# حرف قيثاري
الحُرْف القيثاري نوع نباتي يتبع جنس الحُرْف من الفصيلة الصليبية.

## الموئل والانتشار
موطنه مناطق المستنقعات في شرق الصين وسيبيريا وكوريا واليابان.